# Kjulewcza
Kjulewcza (bułg. Кюлевча) – wieś w Bułgarii, w obwodzie Szumen, w gminie Kaspiczan. W 2024 roku liczyła 425 mieszkańców.
W 1829 r. odbyła się tutaj zwycięska dla Rosjan bitwa w ramach wojny rosyjsko-tureckiej.
W rejonie sarackim obwodu odeskiego współczesnej Ukrainy znajduje się miejscowość Kułewcza (uk Кулевча), w której mają do dzisiaj żyć potomkowie bułgarskich emigrantów z XIX wieku.